# Toledo
Toledo (spanisch [toˈleðo], wohl von altlateinisch toletum → tollere; erhoben) ist die Hauptstadt der spanischen Provinz Toledo sowie der autonomen Region Kastilien-La Mancha und liegt 65 km südsüdwestlich von Madrid am Fluss Tajo. Die Stadt hatte 86.526 Einwohnern (Stand: 2024) und ist Sitz des Erzbistums Toledo. Zusammen mit Segovia und Ávila gehört sie zu den drei historischen Metropolen in der Umgebung der spanischen Hauptstadt Madrid.

## Geographie
Toledo liegt etwa 100 Meter über dem Ufer des Flusses Tajo, der sich in Mäandern tief in den Felsen der Hochebene der Südmeseta eingeschnitten hat, und beherrscht die Flussquerung, die heute durch eine mittelalterliche Brücke repräsentiert wird.
Die Höhe des Stadtzentrums ist 516 m über dem Meeresspiegel, während die Höhe der Gemeinde von 429 m im letzten Abschnitt des Tajos bis 697 m im Süden auf einem Hügel in der Nähe des Camino de la Raya variiert.
Die Altstadt liegt am rechten Ufer des Tajo auf einem Hügel, der sie an dessen Fuß umgürtet und einen ausgeprägten Mäander bildet, der als Torno del Tajo (Wende des Tejo) bekannt ist. Die Lücke im Mäander ist der einzige natürliche Zugang, der für Straßen zur Verfügung steht, die die Stadt mit Madrid und Avila verbinden.
Seit Mitte des 19. Jahrhunderts begann die Erweiterung außerhalb der alten Mauern; zuerst in der Umgebung des Bahnhofs, dann mit dem Bau der Königlichen Waffenfabrik und vor allem jenseits der Achse, die die Straße N-403 bildet. Seit den frühen 1960er Jahren wird die Erweiterung dort weiter verstärkt.

### Stadtgliederung
Die Stadt Toledo gliedert sich in 16 Stadtbezirke (barrios): Antequeruela, Azucaica, Benquerencia, Buenavista, Casco histórico, Cigarrales, Monte Sión – San Bernardo, Olivilla, Palomarejos, Pinedo, Salto del Caballo, San Antón, Santa Bárbara, Santa Teresa, Valparaiso und Vistahermosa. Die Bezirke Antequeruela und Casco histórico bilden den historischen Stadtkern innerhalb der Stadtmauern.
Innerhalb des historischen Stadtkerns liegen Stadtteile wie Santa Clara oder Santa Isabel.

### Klimatabelle
|                        | Jan  | Feb  | Mär  | Apr  | Mai  | Jun  | Jul  | Aug  | Sep  | Okt  | Nov  | Dez  |   |      |
| Mittl. Temperatur (°C) | 6,4  | 8,3  | 11,6 | 13,5 | 17,6 | 23,2 | 26,8 | 26,3 | 22,0 | 16,1 | 10,5 | 7,1  | ⌀ | 15,8 |
| Mittl. Tagesmax. (°C)  | 11,5 | 14,0 | 18,1 | 19,9 | 24,2 | 30,5 | 34,6 | 34,0 | 29,0 | 22,1 | 15,6 | 11,6 | ⌀ | 22,1 |
| Mittl. Tagesmin. (°C)  | 1,3  | 2,6  | 5,0  | 7,2  | 11,0 | 15,9 | 18,9 | 18,6 | 14,9 | 10,2 | 5,3  | 2,5  | ⌀ | 9,5  |
|                        |      |      |      |      |      |      |      |      |      |      |      |      |   |      |
| Niederschlag (mm)      | 26   | 25   | 23   | 39   | 44   | 24   | 7    | 9    | 18   | 48   | 39   | 41   | Σ | 343  |
|                        |      |      |      |      |      |      |      |      |      |      |      |      |   |      |
| Sonnenstunden (h/d)    | 4,9  | 6,1  | 7,4  | 8,3  | 9,2  | 11,2 | 12,3 | 11,3 | 8,7  | 6,8  | 5,2  | 4,1  | ⌀ | 8    |
|                        |      |      |      |      |      |      |      |      |      |      |      |      |   |      |
| Regentage (d)          | 4,9  | 4,7  | 3,9  | 6,4  | 6,4  | 2,9  | 1,0  | 1,5  | 2,9  | 6,8  | 5,9  | 6,3  | Σ | 53,6 |
|                        |      |      |      |      |      |      |      |      |      |      |      |      |   |      |
| Luftfeuchtigkeit (%)   | 76   | 69   | 59   | 58   | 54   | 45   | 39   | 41   | 51   | 66   | 74   | 79   | ⌀ | 59,2 |

| 1,3 |

| 2,6 |

| 5,0 |

| 7,2 |

| 11,0 |

| 15,9 |

| 18,9 |

| 18,6 |

| 14,9 |

| 10,2 |

| 5,3 |

| 2,5 |

| 1,3 |

| 2,6 |

| 5,0 |

| 7,2 |

| 11,0 |

| 15,9 |

| 18,9 |

| 18,6 |

| 14,9 |

| 10,2 |

| 5,3 |

| 2,5 |

## Geschichte

### Toletum – das Toledo der Römer und Westgoten

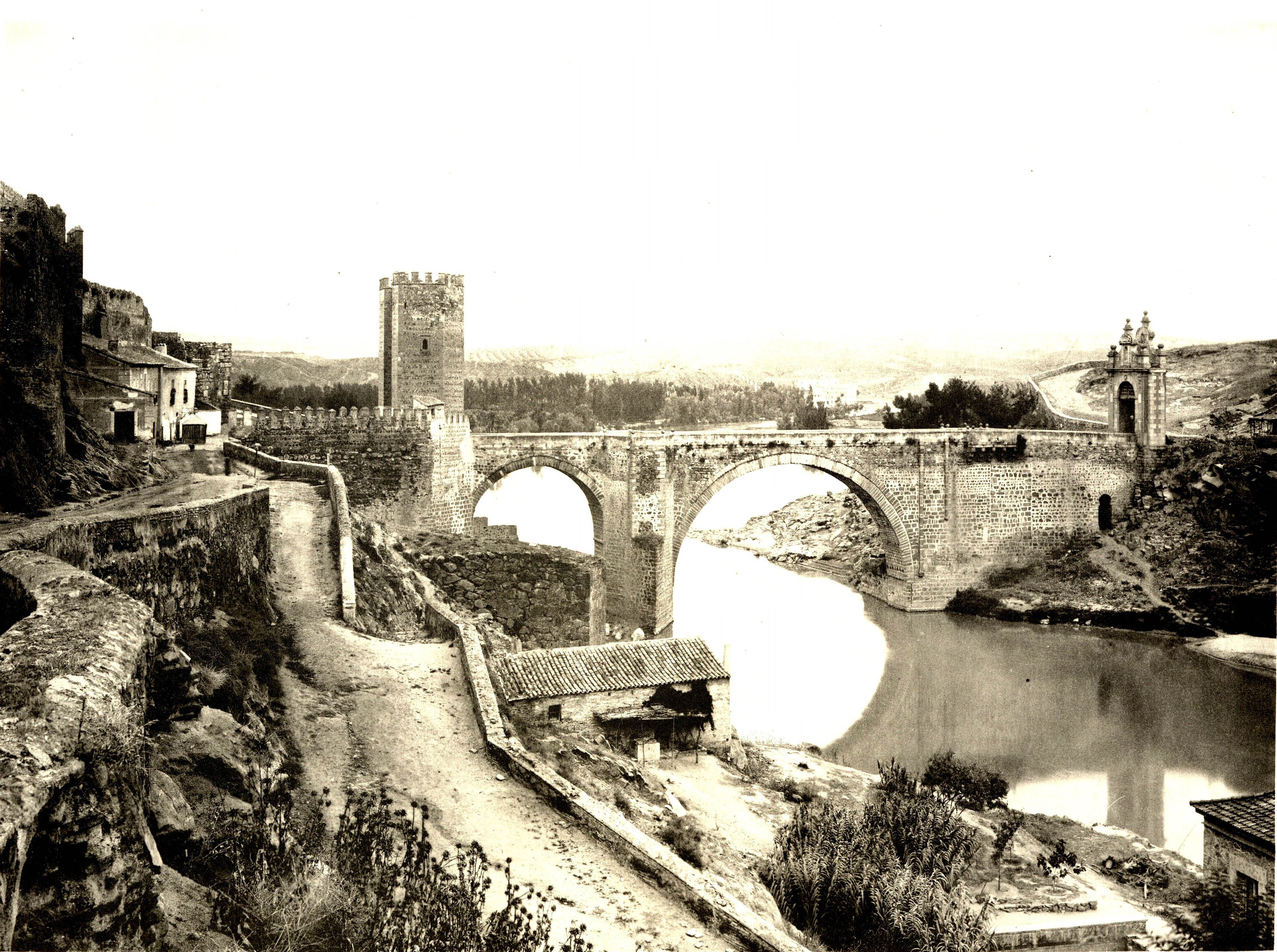
Die Alcantara-Brücke in Toledo (Heliografie von 1889)

Die erste dauerhafte Besiedlung im Stadtgebiet stellt eine Reihe von Burgen aus der Zeit der Keltiberer dar. Am Cerro del Bú wurden archäologische Funde des von einer Stadtmauer umgebenen Toledo gemacht, die im Museo de Santa Cruz in Toledo präsentiert werden.
Im Jahre 192 v. Chr. unterwarf der römische Feldherr M. Fulvius Nobilior die Siedlung gegen heftigen Widerstand des hier siedelnden Hirtenstamms der Carpetani und gründete den Vorposten Toletum. Durch seine Eisenerzvorkommen entwickelte sich Toledo zu einer bedeutenden Siedlung, die eigene Münzen prägte. Zahlreiche Villen, deren Reste ausgegraben wurden, bezeugen eine durchgreifende Romanisierung der Siedlung, die von einem (nicht erhaltenen) Aquädukt mit Wasser versorgt wurde. Eine ehemals römische Brücke überquert den Tajo bis heute.
Seit den ersten Barbareneinfällen wurden die antiken Mauern zu defensiven Zwecken verstärkt. 411 eroberten die Alanen kurzzeitig die Stadt. Im späteren 5. Jahrhundert die Westgoten. Toledo war von ca. 531 bis 711 Hauptstadt des Reiches der Westgoten, die die Stadt zum Sitz eines arianischen Erzbistums machten. 589 konvertierte ihr König zum Katholizismus. Damals erlebte die Stadt eine spätantike Nachblüte. Ihre zivile und religiöse Bedeutung unterstreicht, dass hier zwischen 400 und 702 insgesamt 18 Konzilien tagten, darunter das vierte von 633 unter der Leitung des berühmten Enzyklopädisten Isidor von Sevilla.

### Ṭulayṭula – Toledo als Teil al-Andalus’
Die Mauren eroberten die Hauptstadt des Westgotenreiches im Jahr 712. Seine Blütezeit erlebte Toledo zur Zeit der Maurenherrschaft als Ṭulayṭula (طليطلة) während des Kalifats von Córdoba und als Hauptstadt der Taifa der Ḏū n-Nūniden bis zur Eroberung durch Alfons VI. am 25. Mai 1085 nach vierjähriger Belagerung. Bei der Einnahme Toledos bediente sich Alfons VI. der Hilfe von El Cid. Die Stadt widerstand daraufhin sechs Angriffen der Mauren (siehe auch Reconquista). Die Einnahme Toledos hatte erhebliche Auswirkungen auf die Moral sowohl der Christen als auch der Muslime und führte zum Eingreifen der Almoraviden in al-Andalus.

### Zeit der Reconquista
Nur wenige Jahre nach der christlichen Eroberung Toledos holte Erzbischof Bernard von Toledo bei Papst Urban II. 1088 die Bestätigung ein, dass Toledo den „primatus in totis Hispaniarum regnis“ (Primat in allen Königreichen der iberischen Herrschaftsgebiete) innehaben solle. Aber erst mehr als ein Jahrhundert später gelang es einem seiner Nachfolger, dem Geschichtsschreiber Rodrigo Jiménez de Rada, Erzbischof von Toledo von 1209 bis zu seinem Tod 1247, diesen Titel an Toledo zu binden.
Der Erzbischof von Toledo ist heute Primas der katholischen Kirche Spaniens und war lange Zeit einer der mächtigsten Fürstbischöfe Spaniens, der im Mittelalter über eigene Truppen verfügte und sich an der Reconquista, aber auch anderen Kriegszügen der spanischen Könige (z. B. in Nordafrika) mit eigenen Soldaten beteiligte.
Die Übersetzerschule von Toledo übersetzte im 12. und 13. Jahrhundert antike philosophische Schriften (Platon, Aristoteles), die aus dem Griechischen ins Arabische übertragen worden waren, aber auch genuin arabische Schriften aus dem Bereich der Astronomie, Mathematik, islamischer Religion und Theologie ins Lateinische.
Begünstigt durch das Nebeneinander verschiedener Hochsprachen (Hocharabisch, Hebräisch, Lateinisch) und Volkssprachen (Arabisch-Andalusisch, Romanisch-Kastilisch) und die Mehrsprachigkeit besonders der mozarabischen und jüdischen Bevölkerung, wurde Toledo im 12. und 13. Jahrhundert so ein bedeutendes Zentrum für die Übersetzung arabischer Schriften ins Lateinische und Romanische. (Zu den herausragenden Persönlichkeiten der Übersetzerschule von Toledo gehört Gerhard von Cremona). Dies förderte die Verbreitung arabischer Philosophie und Wissenschaft und ihrer griechisch-antiken Quellen in Europa.
Toledo galt als Hochburg der Waffenschmiede (Toledostahl). Von Toledo aus wurden schon die römischen Truppen mit Schwertern versorgt. Auch Kaiser Karl V. (1500–1558) ließ dort seine Schwerter fertigen.
Nach der Eroberung durch die christlichen Truppen unter Alfons VI. wurde Toledo 1087 Residenz des Königreichs Kastilien. Die 40 Meter überspannende Martinsbrücke entstand im späten Mittelalter und führte über den Tajo in die westliche Richtung.
Bis zu den Unruhen von 1355 und 1391 lebten an die 12.000 Juden in der Stadt. Die Kirche Santa María la Blanca ist 1405 aus einer Synagoge entstanden, die Synagoge El Tránsito 1492 nach der Vertreibung der Juden durch das Alhambra-Edikt.
Der Roman Die Jüdin von Toledo von Lion Feuchtwanger und Grillparzers gleichnamiges Trauerspiel handeln im 12. Jahrhundert in Toledo.

### Neuzeit

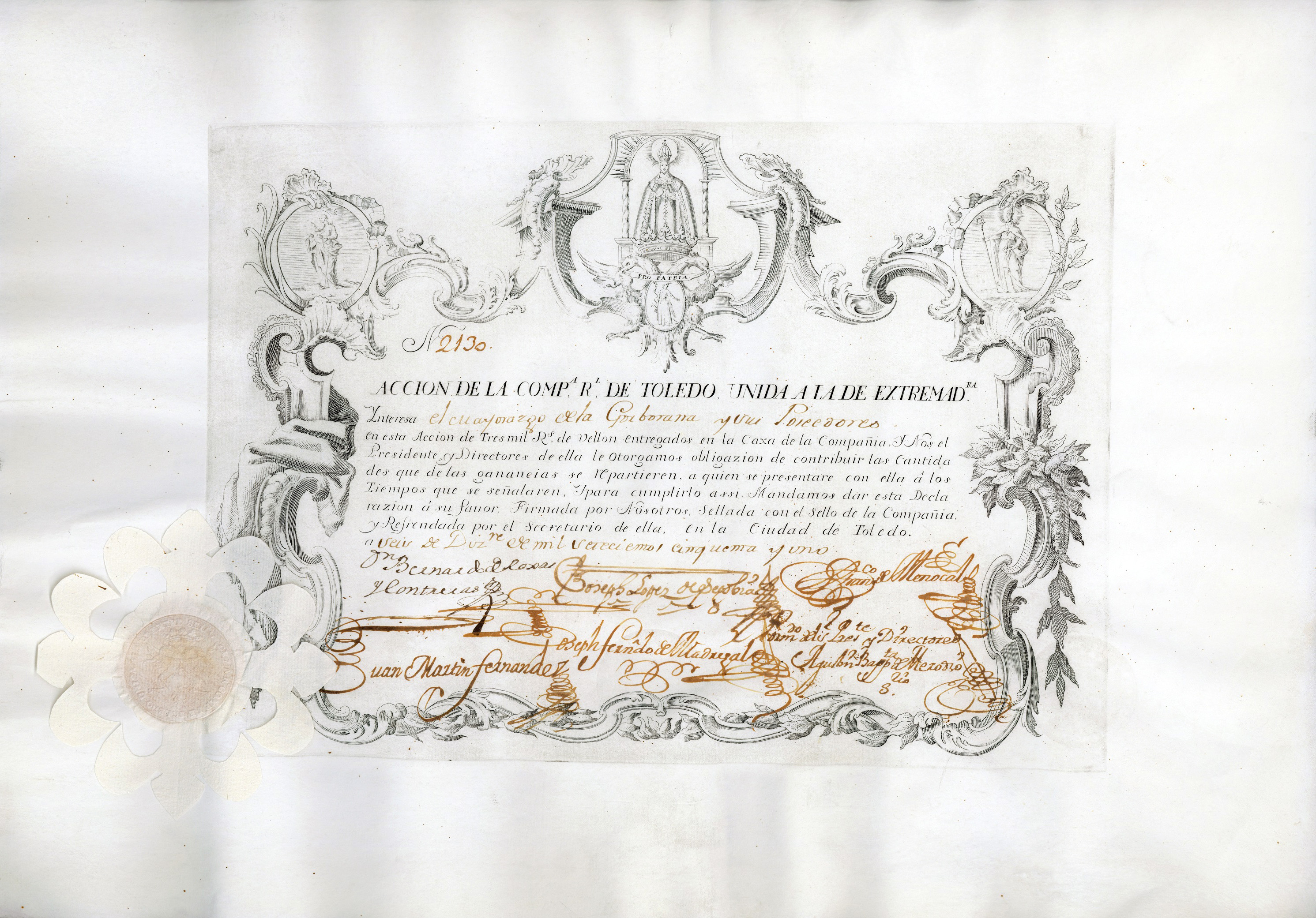
Aktie der Companhia Real de Toledo unida a la de Extremadura über 3.000 Reales Vellon, ausgestellt am 6. Dezember 1751 in Toledo, gedruckt auf Kalbspergament.

Bis 1561 war Toledo die Hauptstadt Spaniens und hatte etwa 60.000 Einwohner. Unter Karl V. wurde der Alcazar nach den Plänen Alonso de Covarrubias als Renaissanceschloss ausgebaut. Doch Philipp II. verlegte seine Residenz in das 71 km entfernte Madrid, das geographisch ziemlich exakt im Zentrum der iberischen Halbinsel und zu allen entfernteren Hafenstädten annähernd in gleicher Entfernung liegt. Karl V. beauftragte auch den Bau der Wasserkunst, um Wasser vom Tajo hoch in den Alcázar zu schöpfen, der Bau wurde erst um 1568 fertiggestellt. Seit 1520 bestand eine Königliche Universität von Toledo, die 1845 aufgelöst wurde.
Wirtschaftlich war Toledo im 16. Jahrhundert neben dem Metallhandwerk bekannt für Marzipan und ein Zentrum der Seidenherstellung. Eine 1748 gegründete Gesellschaft betrieb Maulbeerplantagen und Seidenraupenzucht. Mit dem Eisenbahnanschluss 1858 begann sich der Tourismus zu entwickeln. So entstand eine bürgerliche Schicht neben dem Weltklerus und den zahlreichen Klöstern.

### 20. Jahrhundert

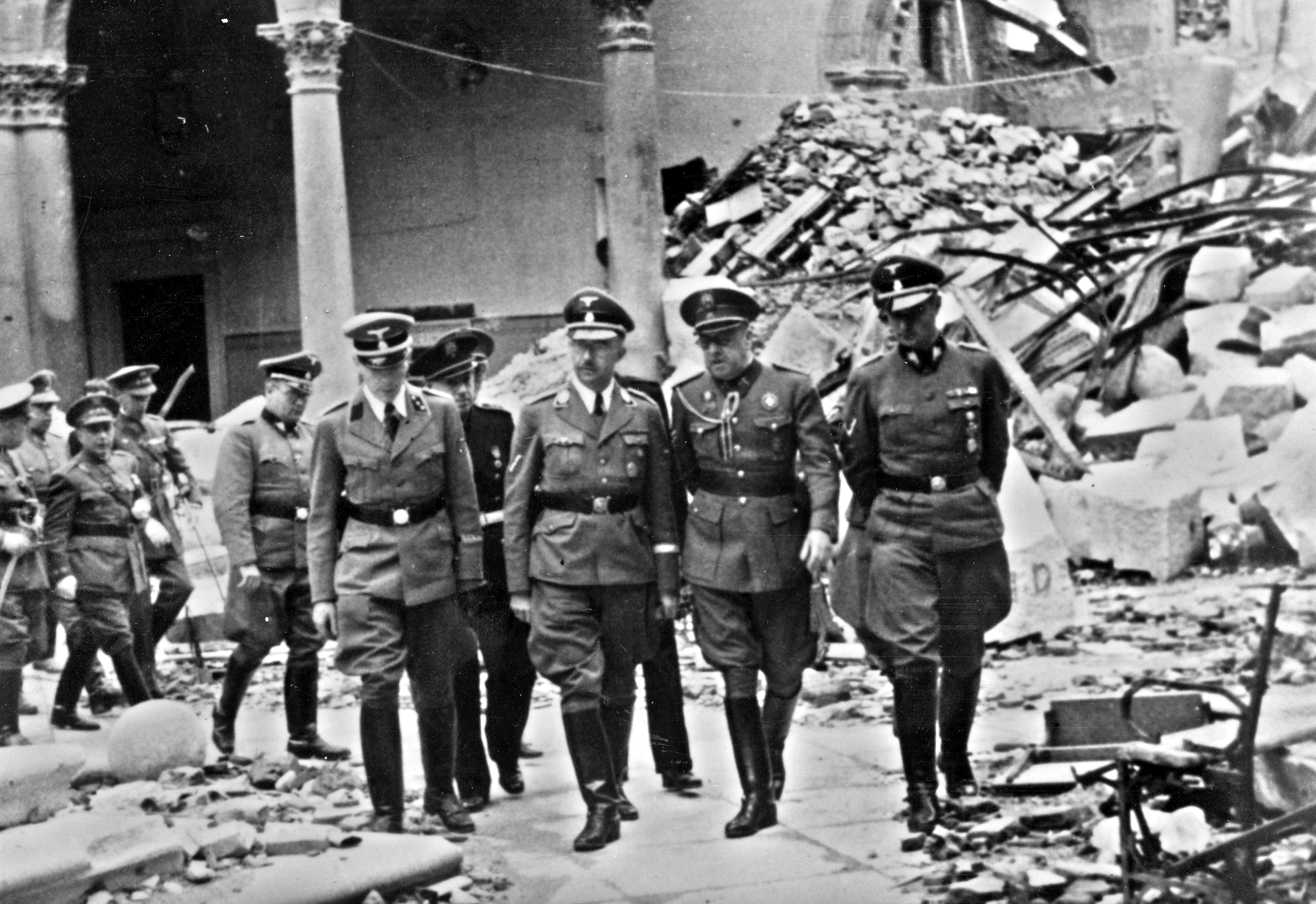
Himmler in Toledo 1940

Im Spanischen Bürgerkrieg war Toledo Schauplatz der Belagerung des Alcázars durch die Truppen Francos, der daraus einen faschistischen Mythos begründete. Im Oktober 1940 besuchte der deutsche SS-Führer Heinrich Himmler die Stadt und den zerstörten Alcázar.
Die Einwohnerzahl stieg im 20. Jahrhundert von ca. 23.000 auf ca. 68.000 Personen. Seither stieg sie weiter an auf über 85.000 Personen.
| Jahr      | 1991   | 1996   | 2001   | 2004   | 2014   | 2022   |
| --------- | ------ | ------ | ------ | ------ | ------ | ------ |
| Einwohner | 59 000 | 66 006 | 68 382 | 73 485 | 83 334 | 85 085 |

## Sehenswürdigkeiten
Die Altstadt mit der Kathedrale Santa María aus dem 13. bis 15. Jahrhundert und dem Alcázar aus dem 16. Jahrhundert sowie zahlreichen weiteren Kirchen, einem Kloster und Museen wurde im Dezember 1986 in die Liste des UNESCO-Weltkulturerbes aufgenommen. Das ehemalige Hospital de Santa Cruz aus dem 15./16. Jahrhundert nahe dem Alcázar wurde in ein Museum umgewandelt.
Die Puente de Alcántara über den Tajo diente seit der Römerzeit als Hauptzugang zur Stadt und wurde im Spätmittelalter durch die Puente de San Martín ergänzt, deren fünf Spitzbögen Spannweiten bis zu 40 Metern erreichen.
Sehenswert sind auch zwei der wenigen erhaltenen mittelalterlichen Synagogen, El Tránsito und Santa María la Blanca, die nach der Vertreibung der Juden 1492 bzw. schon 1405 als Kirchen genutzt wurden. Ein imposantes Stadttor ist die um 1550 errichtete Puerta Nueva de Bisagra mit einem großen kaiserlichen Wappen auf der Außenseite; die von einem Hufeisenbogen überspannte Puerta Vieja de Bisagra aus dem 9. Jahrhundert steht in unmittelbarer Nähe.

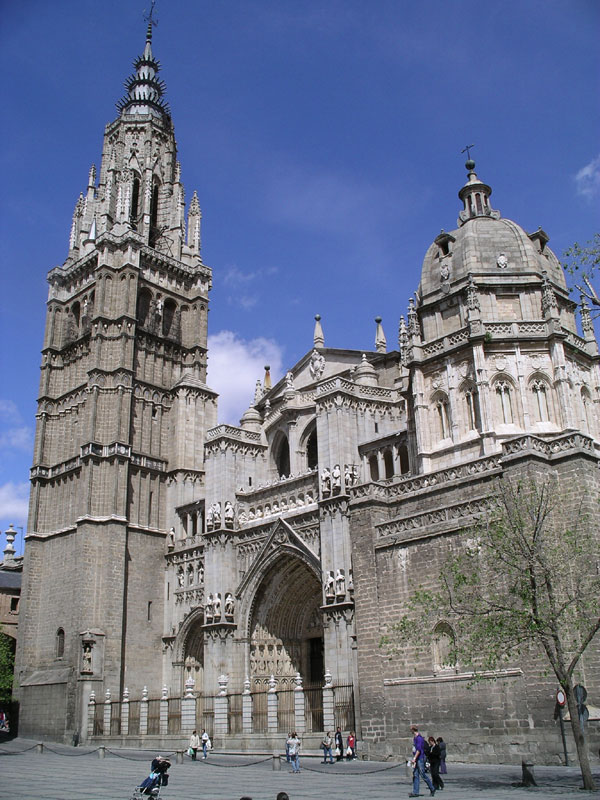
Die Kathedrale von Toledo
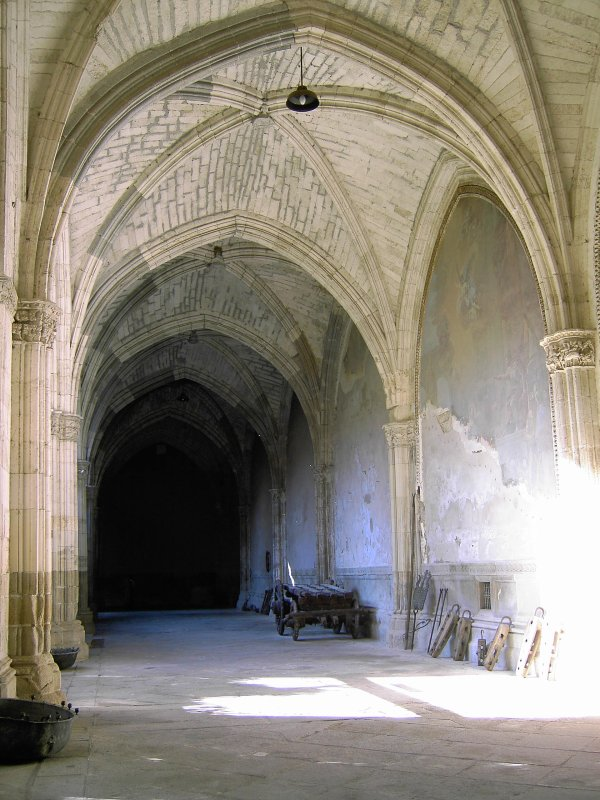
Seitengang der Kathedrale
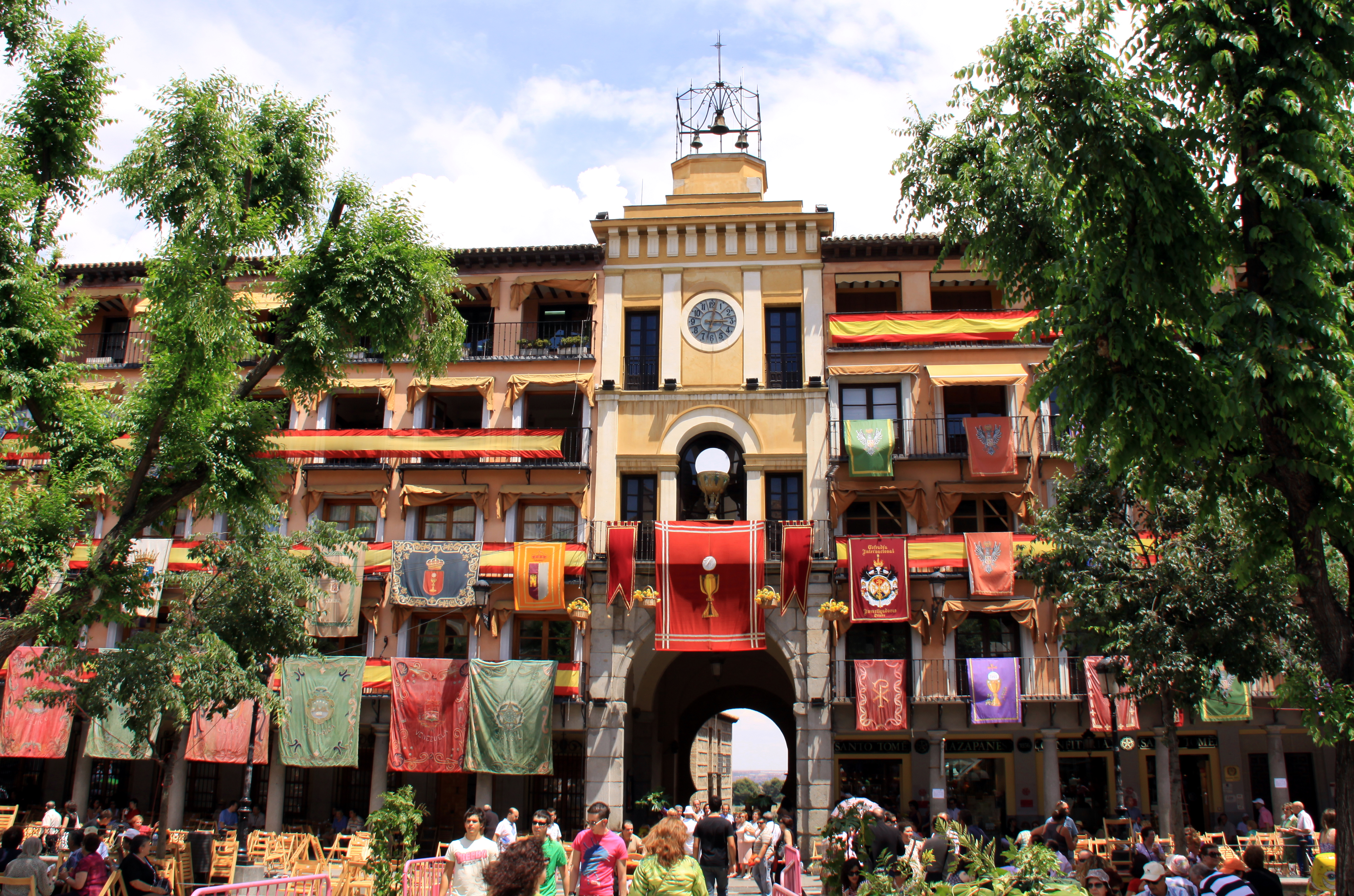
Die Plaza de Zocodover nach der berühmtesten Fronleichnamsfeier Spaniens
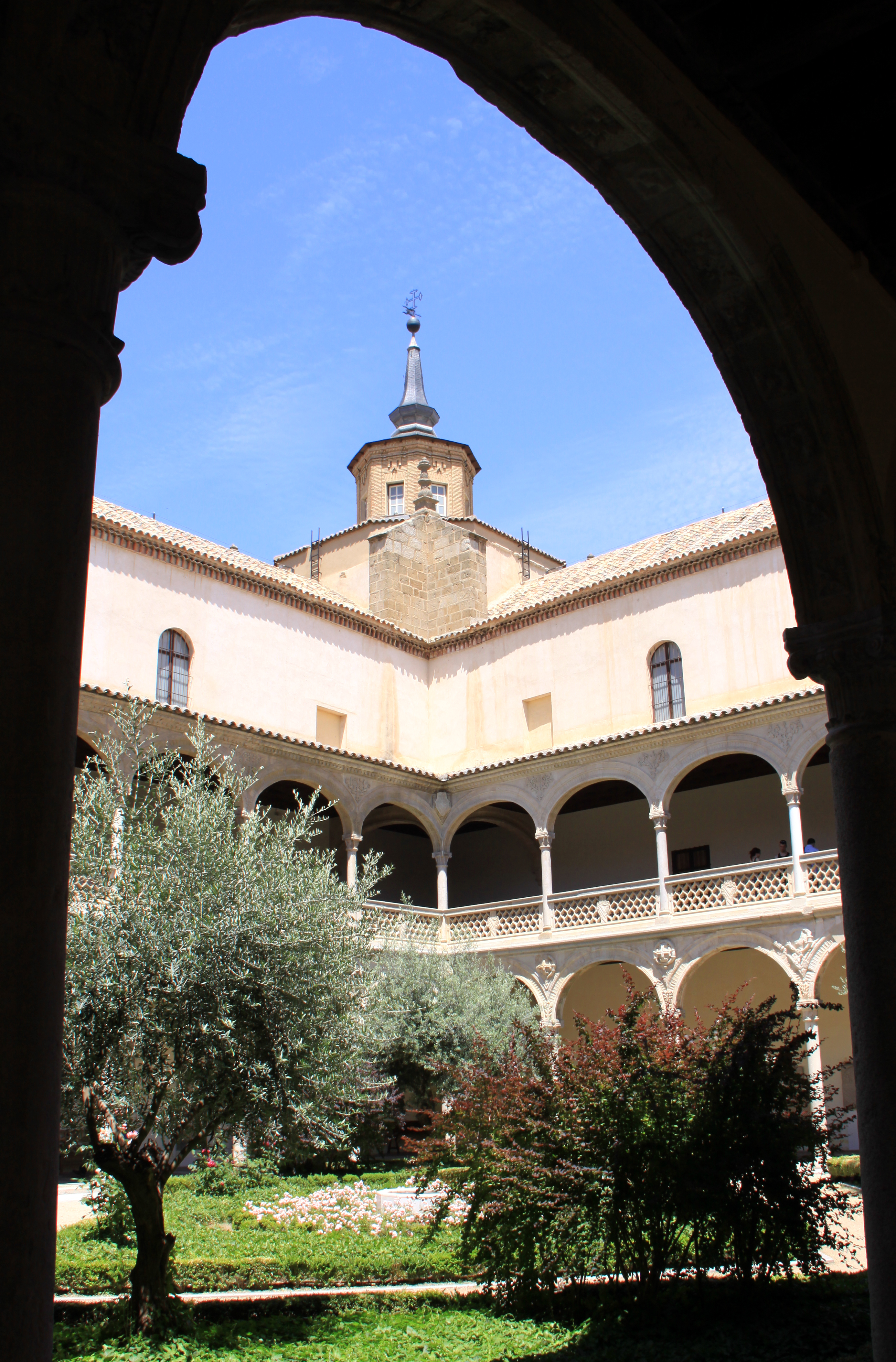
Das jetzige Museum Santa Cruz
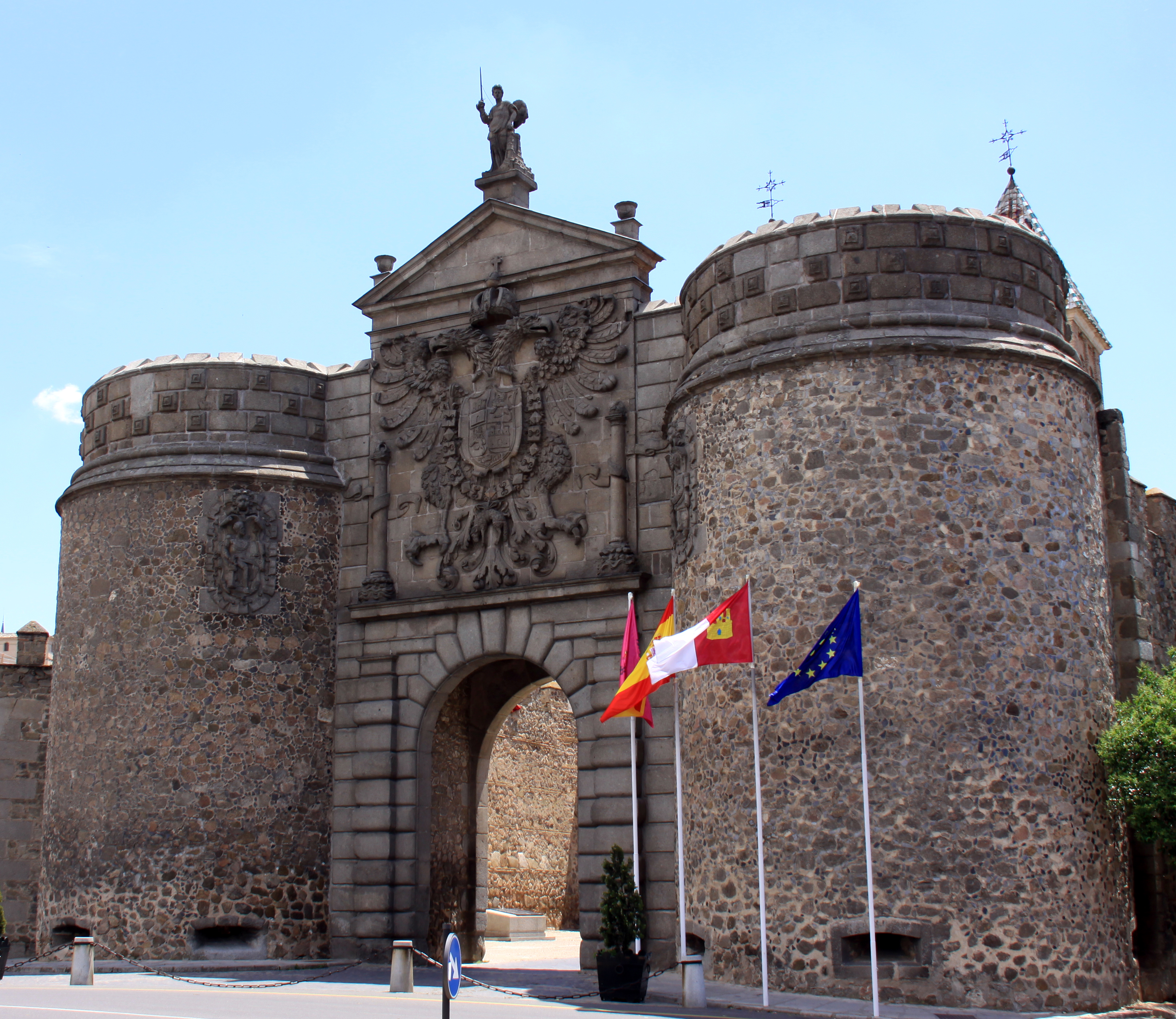
Die Puerta de Bisagra in Toledo
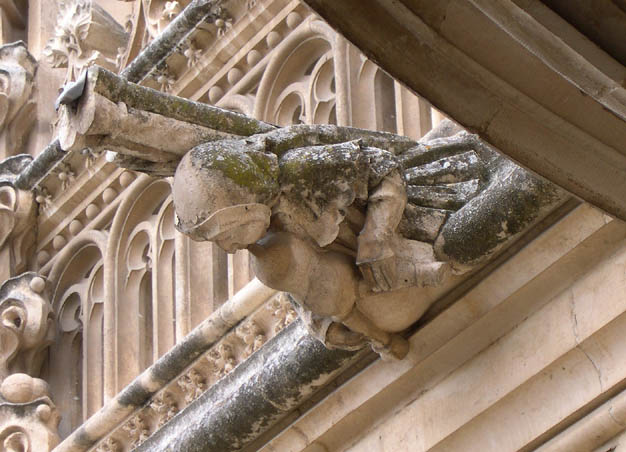
Wasserspeier in Form eines Dudelsackpfeifers, Claustro de San Juan de los Reyes
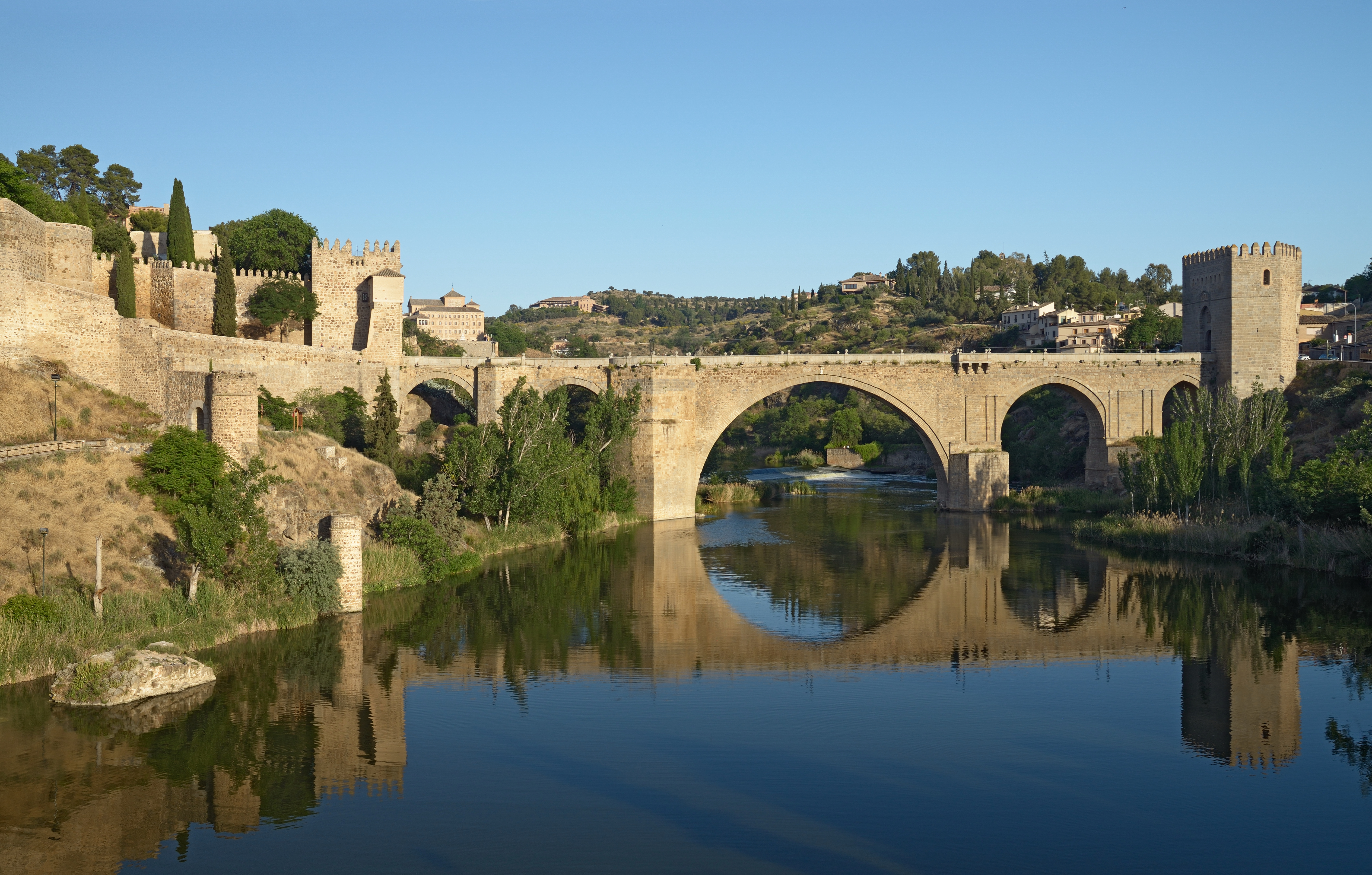
Puente de San Martín
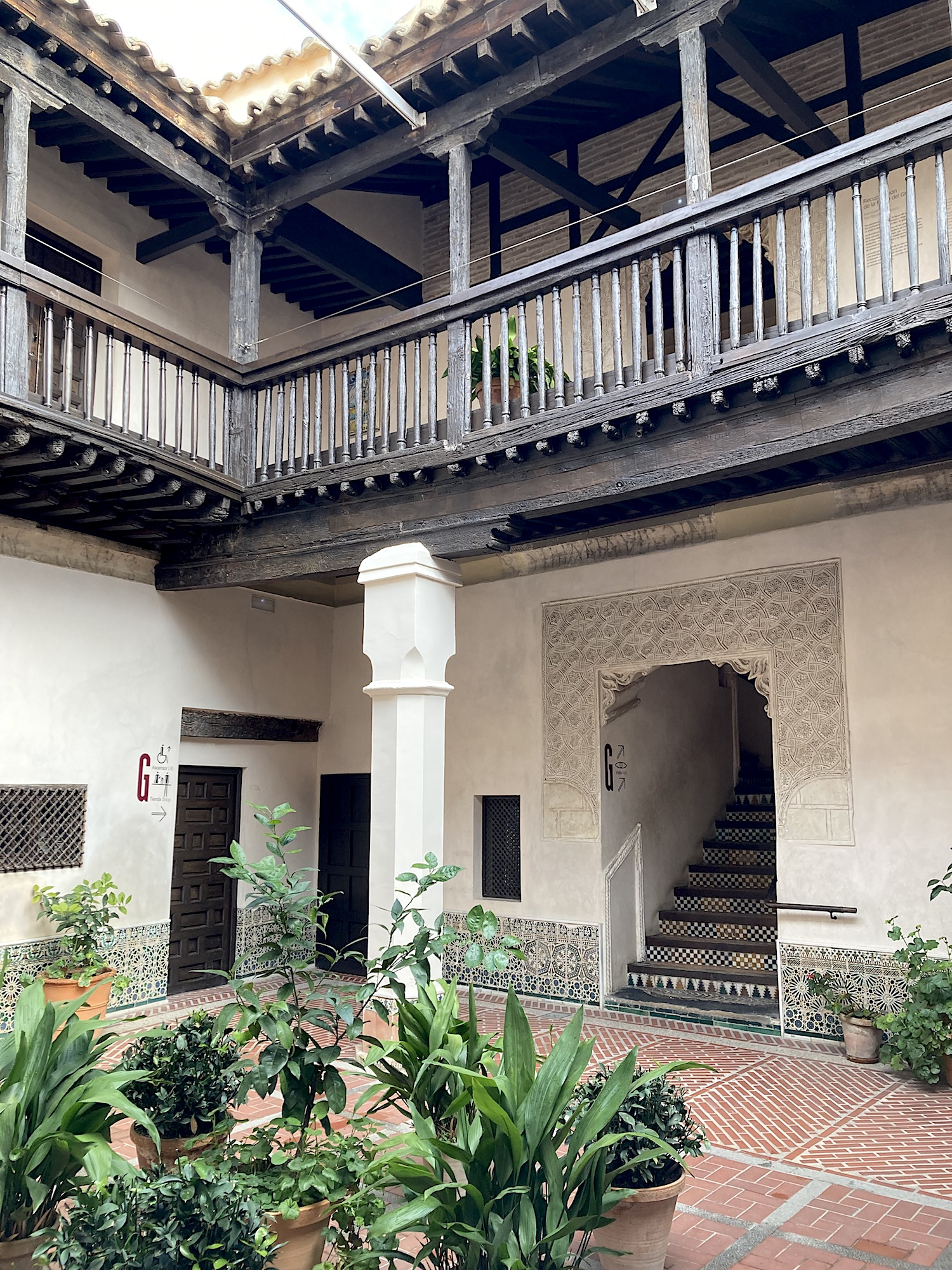
Innenhof im Museum El Greco von Toledo

## Museen und Sammlungen
Die Stadt, in der sich El Greco 1577 niederließ, verfügt über mehrere Gemälde des kretischen Künstlers, die auf verschiedene Museen und Kirchen verteilt sind. Daneben gibt es weitere Kunstsammlungen.
- Unter diesen befinden sich das Museum Santa Cruz, das ein wertvolles Repertoire an Gemälden von El Greco beherbergt. Sie stellen die gesamte Entwicklung des Künstlers in Toledo dar, von seinen ersten Jahren in der Stadt (La Verónica con la Santa Faz, 1580) bis kurz vor seinem Tod im Jahr 1614. Gezeigt werden auch Gemälde von Künstlern aus dem 15. bis 17. Jahrhundert, wie Nicolás Francés, Maestro de Sijena, Pieter Coecke, Francisco de Comontes, Juan Correa de Vivar, Luis Tristán, Gaspar de Crayer, Vicente Carducho und Juan Bautista Morgen.[9]

- Das Museum El Greco zeigt weitere Gemälde von El Greco. Das Rats- und Kulturmuseum in der Kirche San Román beherbergt romanische Gemälde aus dem 13. Jahrhundert und eine bedeutende Sammlung von Originalen und Replikas westgotischer Goldschmiedearbeiten sowie weitere archäologische Funde aus dem 6. bis 18. Jahrhundert.

- In der Synagoge El Tránsito, die 1357 im Auftrag des Stifters Don Samuel ha-Levi Abulafia,[10] Finanzminister unter Peter I. von Kastilien, im damaligen jüdischen Viertel erbaut wurde, befindet sich das sephardische Museum Museo Sefardí.[10]

- Das Museum der Kollektion Roberto Polo ist ein Zentrum für moderne und zeitgenössische Kunst in Kastilien-La Mancha und wurde am 27. März 2019 eröffnet. Die Roberto Polo Collection Fundation verwaltet es, die auch Residenzen für Künstler und Kunsthistoriker sowie Studios einrichten soll. Das Museum ist eines der wenigen, das explizit eine Regierung geschaffen hat, um eine Privatsammlung unterzubringen.[11]
- Das Kulturzentrum San Clemente zeigt temporäre Ausstellungen zeitgenössischer Kunst.

## Religiöse Bauten
In Toledo gibt es neben der Kathedrale viele weitere Kirchen und Klöster:
- San Ildefonso (barocke Jesuitenkirche),
- iglesia de San Román (mozárab),
- El Cristo de la Luz (im 10. Jh. als Moschee errichtet),
- Santiago del Arrabal (mudéjarer Stil, Weltkulturerbe),
- iglesia de Santo Tomé (mudéjar),
- San Juan de los Reyes (Franziskanerkloster, repräsentiert den Isabellinischen Stil) hier lassen sich noch die Ketten derer betrachten, die aus der Sklaverei, in die sie durch die Berberesken geraten waren, ausgelöst wurden;
- Madre de Dios (Dominikanerinnenkloster),
- Santo Domingo el Antiguo (Zisterzienserinnenkloster),
- San Pedro Mártir (Dominikanerkloster),
- Ermita del Cristo de la Vega (mudéjar), mit dem vermuteten Grab der Stadtheiligen Leocadia,
- Kirche San Sebastián (mudéjar und profaniert).

## Wirtschaft und Infrastruktur

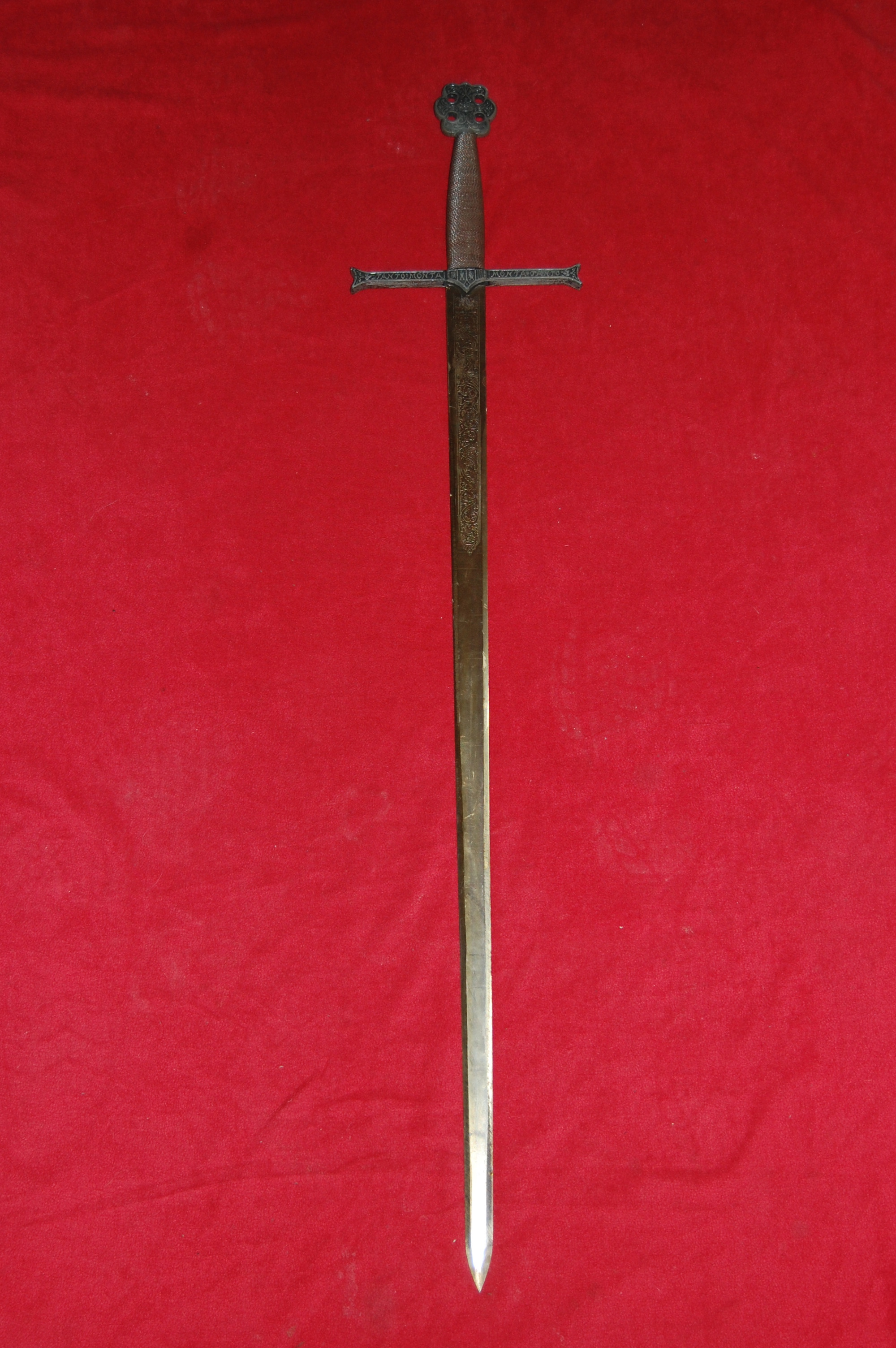
Zweihandlangschwert aus der Schwertschmiedestadt Toledo

Historisch war die wirtschaftliche Basis von Toledo die metallverarbeitende Industrie, mit einer großen Tradition bei der Herstellung von Schwertern und Messern. Daneben wurden Rasierklingen, medizinische Geräte und Elektrogeräte produziert. Auch Seifen- und Zahnpastaindustrie, Glas und Keramik waren wichtig. Heute herrscht der Sektor der Dienstleistungen vor, vor allem im Tourismus. In der Region Kastilien-La Mancha lag die sektorale Verteilung der Beschäftigung 2007 wie folgt: 86,5 % im Bereich der Dienstleistungen, 6,6 % im Baugewerbe, nur 5,4 % in der Industrie und 1,5 % in der Landwirtschaft und Viehzucht.

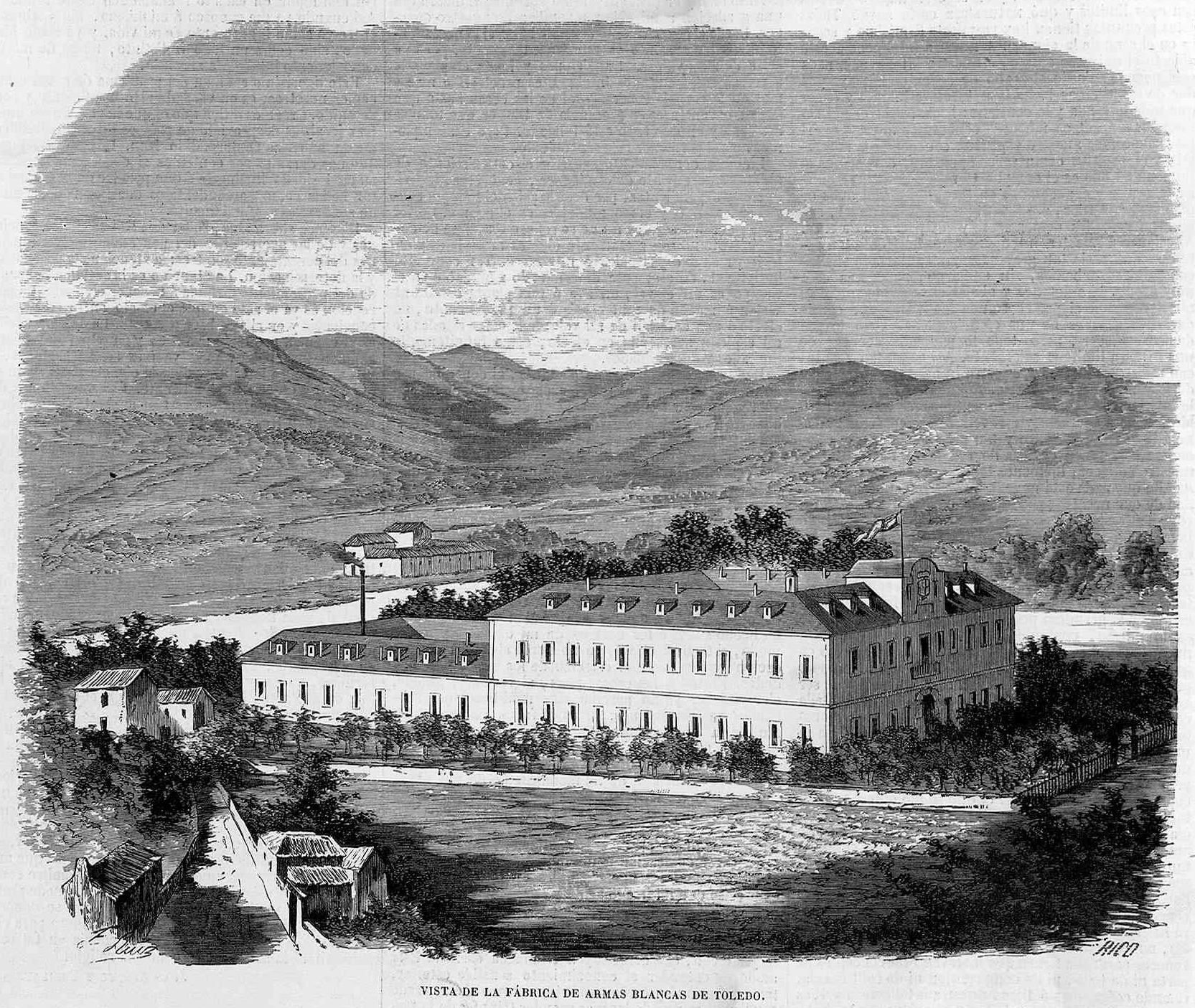
Waffenfabrik von Toledo im 19. Jh.

Die Herstellung von Schwertern geht bis auf die Römerzeit zurück und spielte im Mittelalter eine Schlüsselrolle. Während der Maurenherrschaft entwickelten die Schmiede eine besondere Technik der Klingenverzierung, indem auf vorher aufgeraute Stahlflächen feine Golddrähte und ausgeschnittene Ornamentteile aus dünnem Stahlblech aufgehämmert und nachher mit feinen Punzen ziseliert wurden. Zwischen dem 15. und 17. Jahrhundert erreichte das Schwertschmiedehandwerk einen Höhepunkt, die Produkte waren die besten in Europa. Schwerter und Dolche wurden von einzelnen Handwerkern hergestellt, die Gilde der Schwertschmiede prüfte ihre Qualität. Dann begann die Produktion zu sinken, sodass König Karl III. 1761 eine Königliche Waffenfabrik (Real Fábrica de Armas) eröffnete. Die Königliche Fabrik vereinigte alle Gilden der Stadt und befand sich in der ehemaligen Münzstätte. Im Jahr 1777 beauftragte der König den Architekten Francesco Sabatini mit einem Neubau am Stadtrand. Nach mehreren Expansionen entstand eine Stadt innerhalb der Stadt Toledo. Im 20. Jahrhundert reduzierte sich die Produktion von Messern und Schwertern für die Armee.
In den 1980er Jahren wurde das Gebäude renoviert, um den Campus der Universität Kastilien-La Mancha in Toledo zu beherbergen. Seit 2007 besteht eine große moderne Universitätsklinik. Daneben gibt es eine kirchliche Hochschule (Estudio Teológico) «San Ildefonso», die zur Universidad Eclesiástica San Dámaso in Madrid gehört, und die Infanterieakademie von Toledo der spanischen Armee.

## Persönlichkeiten
- Judah ben Solomon ha-Kohen (um 1215–nach 1274), Philosoph, Astronom und Mathematiker
- Bernardino Tovar (um 1490–um 1545), katholischer Priester und Humanist
- Juan de Vergara (1492–1557), Humanist und Bibelphilologe
- Garcilaso de la Vega (1503–1536), spanischer Feldherr und Dichter unter Karl V.

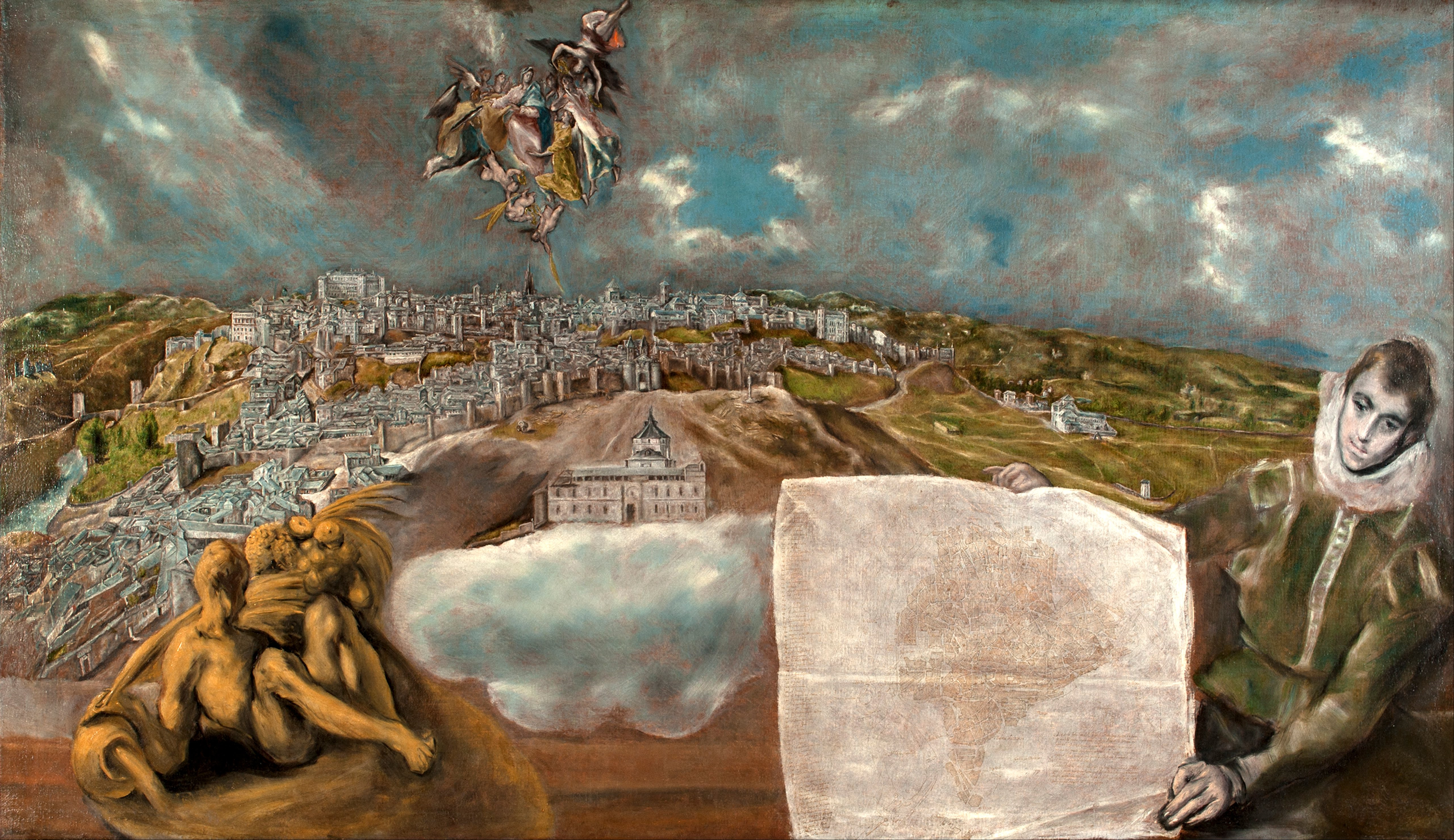
El Greco: Ansicht von Toledo (um 1608)

- El Greco (1541–1614), Maler, lebte von 1577 bis zu seinem Tod in Toledo und schuf dort zahlreiche Werke, darunter „Das Begräbnis des Grafen Orgaz“ in der Kirche Santo Tomé.
- Gherardo da Cremona (um 1114–1187) wirkte im 12. Jahrhundert in Toledo als Gelehrter und bedeutender Übersetzer arabischer Schriften ins Lateinische. Schon früh in seinem Leben hat es ihn „aus Liebe zum Almagest“ dorthin gezogen.
- Pedro Machuca (um 1490–1550), Maler und Architekt der Renaissance
- Diego de Covarrubias y Leyva (1512–1577), Kirchenjurist und Humanist
- Antonio Covarrubias y Leyva (1514–1602), Jurist und Humanist
- Luis de la Palma (1559–1641), Jesuit und Theologe
- Sancho de Moncada (* 1580 in Toledo; † um 1638), Theologie und Schriftsteller
- Tania (1894–1999), argentinische Tangosängerin und Schauspielerin
- Carlos Seco Serrano (1923–2020), Historiker
- Federico Martín Bahamontes (1928–2023), ehemaliger spanischer Profi-Radsportler und erster Spanier, der die Tour de France gewann
- María Ángeles Fernández Cuesta (* 1950), Künstlerin
- Jesús Pulido Arriero (* 1965), katholischer Geistlicher, Bischof von Coria-Cáceres
- Julio Rey (* 1972), Langstreckenläufer
- Miguel Moreno (* 1977), Fußballtrainer
- Luis García Conde (* 1979), Fußballspieler
- Feliciano López (* 1981), Tennisspieler
- Irene Sánchez-Escribano (* 1992), Hindernisläuferin
- Lucas Búa (* 1994), Sprinter

## Städtepartnerschaften
- Aachen ( Deutschland)
- Agen ( Frankreich)
- Corpus Christi ( Vereinigte Staaten)
- Havanna ( Kuba)
- Nara ( Japan)
- Toledo (Ohio) ( Vereinigte Staaten)
- Weliko Tarnowo ( Bulgarien)